# Роберта Анджеліллі
Роберта Анджеліллі (англ. Roberta Angelilli; нар. 1 лютого 1965, Рим) — італійська політична діячка.

## Життєпис
Вивчала політичні науки у Римському університеті ла Сапієнца. Анджеліллі почала політичну діяльність у лавах Італійського соціального руху. З 1993 по 1996 вона працювала секретаркою Народного фронту молоді, молодіжної організації Італійського соціального руху. Потім була президентом Молодіжної дії, пов'язаної з Національним альянсом. Анджеліллі є однією з засновників міжнародної організації «Рух громади», що об'єднує волонтерів. З 1985 по 1992 вона очолювала екологічну асоціацію Fare Verde.
У 1994, 1999 і 2004 вона отримувала мандат членкині Європейського парламенту за списку Національного альянсу, у 2009 році — від Народу свободи. У 2013 році вона приєдналась до Нового правого центру.